# 瑪麗莎 (伊利諾伊州)
瑪莉莎（英語：Marissa）是位於美國伊利諾伊州聖克萊爾縣的一個村落。

## 地理
瑪莉莎的座標為38°14′46″N 89°45′10″W / 38.24611°N 89.75278°W，而該地最高點為海拔高度131米（即430英尺）。

## 人口
根據2010年美國人口普查的數據，瑪莉莎的面積為20.56平方千米，當中陸地面積為18.68平方千米，而水域面積為1.88平方千米。當地共有人口1979人，而人口密度為每平方千米96人。